# بيروفوسفات
بيروفوسفات هو ملح حمض البيروفوسفوريك، والذي يسمى أيضاً حمض ثنائي الفوسفوريك، ولذلك يطلق على هذه الأملاح أيضاً اسم ثنائي الفوسفات. 
تستخدم بعض مركبات الهيدروجين بيروفوسفات (مادة عضوية)  كمضافات غذائية ، مثل مركب E450 الذي هو فوسفات ثنائي (عضوي) . كما يوجد أيضا بيروفوسفات الهيدروجين ، مثل Na2H2P2O7, بالإضافة إلى وجود البيروفوسفات العادي.

## في الكيمياء الحيوية
يلعب البيروفوسفات دورا هاما في جميع العمليات الحيوية التي تنتقل فيها طاقة (تنشأ طاقة وتـُستغل) . كما يقوم البيروفوسفات بدور رئيسي في تكوين أدينوسين ثلاثي الفوسفات ATP ، الذي يقال عنه أنه «محطة طاقة الخلية الحية». ينولد أدينوسين ثلاثي الفوسفات في متقدرات الخلايا الحية.
ديفوسفات (ثنائي الفوسفات) وبوليفوسفات (متعدد الفوسفات) تنشأ من نفسها خلال عمليات الجيوكيمياء. فخلال العصر الجيولوجي الدهر الجهنمي المتأخر (قبل نحو 4 مليار سنة) حيث حدث تطور كبير في كيمياء الطبيعة نشأت جزيئات عضوية معقدة ، وكان الديفوسفات يلعب فيها دورا هاما في نقل الطاقة ، تلك المهمة التي يقوم بها أديسنوسين ثلاثي الفوسفات ATP في وقتنا الحالي في مد الخلايا الحية بالطاقة.

### ديفوسفات العضوية

Diphosphates as Coenzymes
Thiaminpyrophosphat
FAD
NAD
NADP
ADP

كثير من مرافقات الإنزيمات (أنظر الشكل أعلاه) تعتبر هامة لجميع الكائنات الحية ، وهي تنشأ أثناء الأيض ، وهي تنتمي إلى مركبات الديفوسفات العضوية. في الإنسان ، يجب الحصول على الديفوسفات فيتامين ب2 عن طريق الغذاء. 
وفي مرافق الإنزيم أدينوسين ثنائي الفوسفات ADP تلعب مجموعة الديفوسفات دورا هاما في عمليات نقل الطاقة في الخلايا الحية. ADP مرافق لمعظم الإنزيمات التي يتفاعل بواسطتها أدينوسين ثلاثي الفوسفات تحت طاقة (محتوى حراري = 50 kJ/mol ). هذا يحدث غالبا بواسطة أيه تي بي سينثاز [ATP-Synthase] طبقا للتفاعل: 
ADP + Phosphat + H+außen → ATP + H2O + H+innen.
هذا يتم خلال ما يسمى سلسلة تنفس في متقدرات الخلايا.

## في كيمياء الصناعات الغذائية
تستخدم مركبات الديفوسفات Diphosphate في الصناعات الغذائية كرابط للماء والدهون ، كما أن لها خواص أخرى حيث تـُستخدم كمادة حافظة تمنع العفن وكذلك كمواد مضادة للأكسدة وكذلك لتخمير المعجنات. تلك المستحلبات المصنعة اصطناعيا تربط الماء ، وتمنع كلكعة المخلوطات الغذائية والعجائن ، وتعطي للمخلوط مع الكالسيوم قوام الكريمة . ولكن توجد بعض الشبهات أن مركبات الفوسفات هذه قد تـُظهر حساسية و لين العظام عند الإنسان، ولهذا يجب استخدام تلك المركبات (مثل E450(a) ،E450(b) ، E450(c) ) بحذر وبكميات ضئيلة في الصناعات الغذائية.
حددت الجهات الصحية في ألمانيا  كمية تعاطي حمض الفوسفوريك وتلك البيروفوسفات اليومية بكميات في مجموعها أقل من 70 مللي غرام لكل كيلوجرام من الجسم في اليوم .

## اقرأ أيضا
- سلسلة تنفس
- أدينوسين ثلاثي الفوسفات
- استحداث الجلوكوز
- تحلل الجلوكوز
- فوسفات